# Cybernator
Cybernator, i Japan Assault Suits Valken, är ett run and gun-spel utvecklat av NCS Corp och publicerat av Konami. Spelet kom till SNES i Japan den 18 december 1992, i USA 1993 och till Playstation 2 2004.

## Bakgrundshistorien
Spelet utspelar sig i en framtid, då jordens fossilbränslen börjat sina. Ett storkrig om resurserna rasar, men det bråkas också om territoriella anspråk på månen. De två krigförande parterna, "Axelmakterna" ("Axis") och "Federationen" ("Federation) har möjligheten till rymdfart med rymdstationer och massförstörelsevapen. 
Jake är spelets protagonist. Han är soldat i "Stillahavsstaternas marinkår" ("Pacific States' Marine Corp") och styr en av Federationens mecha. Utrustningen är likt en människa, med armar, ben, torso och huvud. Den är utrustad men olika vapen och finesser, bland annat kan den användas begränsat i luften, och landas.
Jake och hans pluton skall förstöra "Bildvorg", Axelmakternas starkaste Mecha. Men först skall ett antal uppdrag genomföras.
Även om Cybernator kom efter Target Earth, utspelar sig Cybernator ett decennium före Target Earth.
I Assault Suit Valken 2, gör Jake ett cameouppträdande som 30-årig veteransoldat som hjälper till i striden som NPC.